# جاك كونولي
جاك كونولي هو لاعب هوكي الجليد كندي، ولد في 24 أغسطس 1900 في St. Laurent, Manitoba ‏ في كندا، وتوفي في 16 يوليو 1967.

## وصلات خارجية
- جاك كونولي على موقع HockeyDB.com (الإنجليزية)